# 25 de março na Igreja Ortodoxa

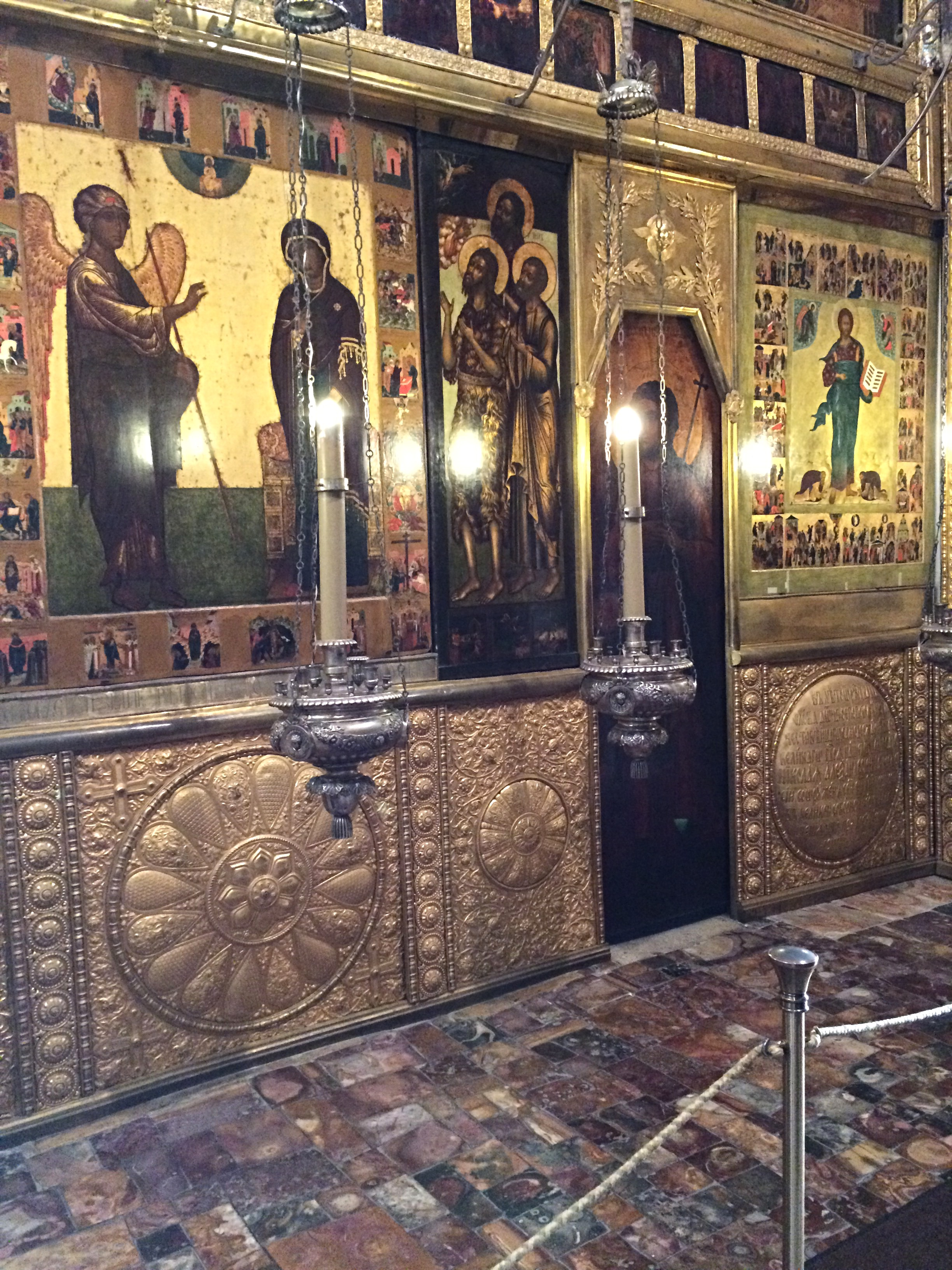
Iconóstase principal da Catedral da Anunciação, em Moscou.

Esta página trata das comemorações relativas ao dia 25 de março no ano litúrgico ortodoxo.
Todas as comemorações fixas abaixo são comemoradas no dia 7 de abril pelas igrejas ortodoxas sob o Velho Calendário. No dia 25 de março do calendário civil, as igrejas sob o Velho Calendário celebram as comemorações listadas no dia 12 de março.

## Festas
- Anunciação de Nossa Santíssima Senhora, a Teótoco e Sempre-Virgem Maria[1][2][3][4]

## Santos
- O bom ladrão (século I)[5][6]

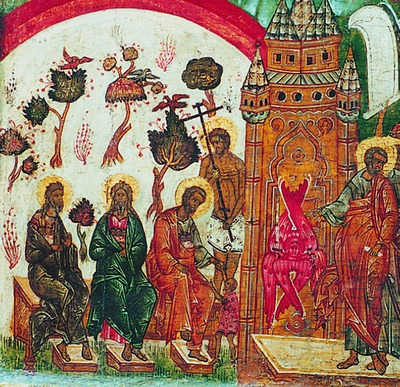
Fragmento de ícone russo do século XVI do Juízo Final, mostrando o bom ladrão no seio de Abraão.

- 262 mártires de Roma, sob Diocleciano[5][6][7]
- São Quirino de Tegernsee (Quirio de Roma), mártir que sofreu sob Cláudio II (c. 269)[7][6]
- Santo Irineu de Sírmio, Bispo da Panônia (304)[7]
- Mártires Pelágia, Teodósia e Dula de Nicomédia, que sofreram sob Valentiniano (361)[2][8]
- O Santo Mártir que era antes um carrasco[9]
- São Caimin de Inis Cealtra, Bispo-Abade de Inis Cealtra e provavelmente o primeiro Bispo de Killaloe (653)[7][10]
- Santo Humberto de Maroilles, discípulo de Santo Amando que fundou o Mosteiro de Maroilles, hoje no Departamento Norte da França (c. 680)[7]
- Santo Hermelando (Hermenland, Herbland, Erblon), monge da Abadia de Fontenelle, cujas ruínas estão hoje em Saint-Wandrille-Rançon, França (c. 720)[7]
- Santos Barôncio e Desidério (c. 725)[7]
- Venerável Senúfio o Semióforo, do Mosteiro de Látomos, Grécia (século IX)[2][11]
- Venerável Simão o Hermitão (século X).[12]
- Santa Kennocha, freira em convento em Fife (1007)[7][13]
- Saint Ælfwold (Ælfwold II), monge de Winchester escolhido como Bispo de Sherborne em 1045 (1058)[7]
- São Nicandro, hermitão em Pskov (1581)[2][5][14]
- Venerável Partênio das Cavernas de Kiev (1855)[2][5][14][15]
- Novo Hieroconfessor Tikhon, Patriarca de Moscou e de Todas as Rússias (1925)[2][5][14][16][17][2][18]
- Venerável Savas o Novo de Calimnos (1947)[5][14]
- São Justino (Popovic), arquimandrita no Mosteiro de Ćelije, Sérvia (1979)[2][5][14][19][2]

## Outras comemorações
- Sinaxe de Nossa Senhora da Sarça Ardente, comemorada no Mosteiro Ortodoxo de Santa Catarina[20]
- Sinaxe da Santíssima Teótoco Evangelístria, guardada em mosteiro de Aliartos, Beócia.[21]
- Sinaxe da Santíssima Teótoco de Cípera, guardada no Mosteiro da Panagia, na Cefalônia.[22]
- Ícone da Anunciação da Mãe de Deus (século XVI)[5][14]